# دلارام خانم
دلارام خانم، (زاده گرجستان – درگذشته ۱۶۴۷ اصفهان) همسر دوم ولیعهد صفوی، محمدباقر میرزا و ملکه مادر،  شاه صفی بود.

## آغاز زندگی
دلارام اصالتی گرجی داشت که از طرف یکی از امیران گرجستان به شاه عباس یکم هدیه شد. شاه بعداً او را به پسرش محمدباقر میرزا هدیه داد. دلارام در سال ۱۶۱۱ سام میرزا را به دنیا آورد.

## ملکه مادر
بر اساس نظر دیوید بلو، توطئهٔ سال ۱۶۳۲ در دربار که ریشه‌اش از حرم‌سرا و از اقلیتی از زنان که ضد حکومت شاه صفی بودند، نشأت می‌گرفت، منجر به دستور قتل‌عام چهل تن از زنان حرم و کور کردن و کشتن تقریباً تمام اولاد ذکورِ دختران شاه عباس بزرگ شد. پیش از این واقعه، یکی از عمه‌های شاه عباس به نام زینب بیگم بانوی زنان حرمسرا بود. اما پس از این رویداد، دلارام خانم بانو شد و نفوذش افزایش یافت. زمانی که پسرش، در ۱۶۴۲ درگذشت، نوه‌اش با نام سلطنتی شاه عباس دوم به قدرت رسید. در سال‌های آغازین حکومت شاه عباس دوم، به دلیل نوجوانی، ساروتقی اعتمادالدوله که در آن زمان وزیر اعظم بود و از پشتیبانی قوی دلارام خانم نیز بهره می‌برد، نایب‌السلطنه عباس دوم شد.

## مرگ
دلارام خانم سرانجام در سال ۱۶۴۷ در اصفهان درگذشت یا به‌گفته برخی منابع به‌دست آنا خانم مسموم شد. او در حرم امام رضا در مشهد دفن شد.

## موقوفات
دو قرآن به خط نسخ و محقق، وقف دلارام خانم به حرم فاطمه معصومه، محل نگهداری آنها در موزه آستانه مقدسه قم است . دلارام خانم دو مدرسه در اصفهان به سال‌های، ۱۶۴۵/۶ و ۱۶۴۷/۸ به ترتیب، ساخته‌است.  کاروانسرای جده (جده به معنای مادربزرگ)، در زمان وزارت ساروتقی ساخته شده‌است و یکی از بزرگ‌ترین آنهاست اشاره به دلارام خانم دارد که در زمان نوه‌اش شاه عباس دوم ساخته شده‌اند. در مجموع دو کاروانسرا به موقوفات دلارام خانم منصوب است.

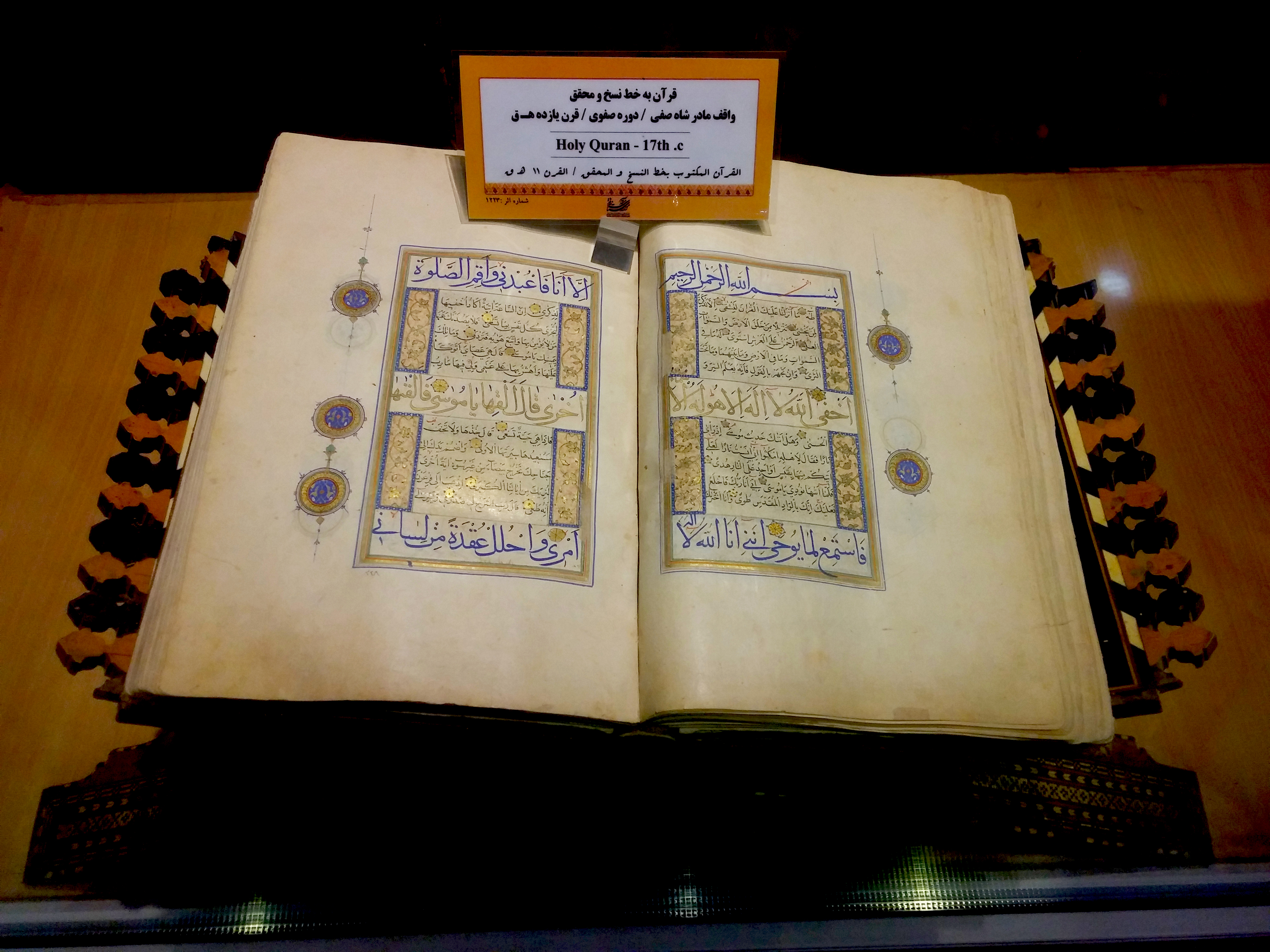
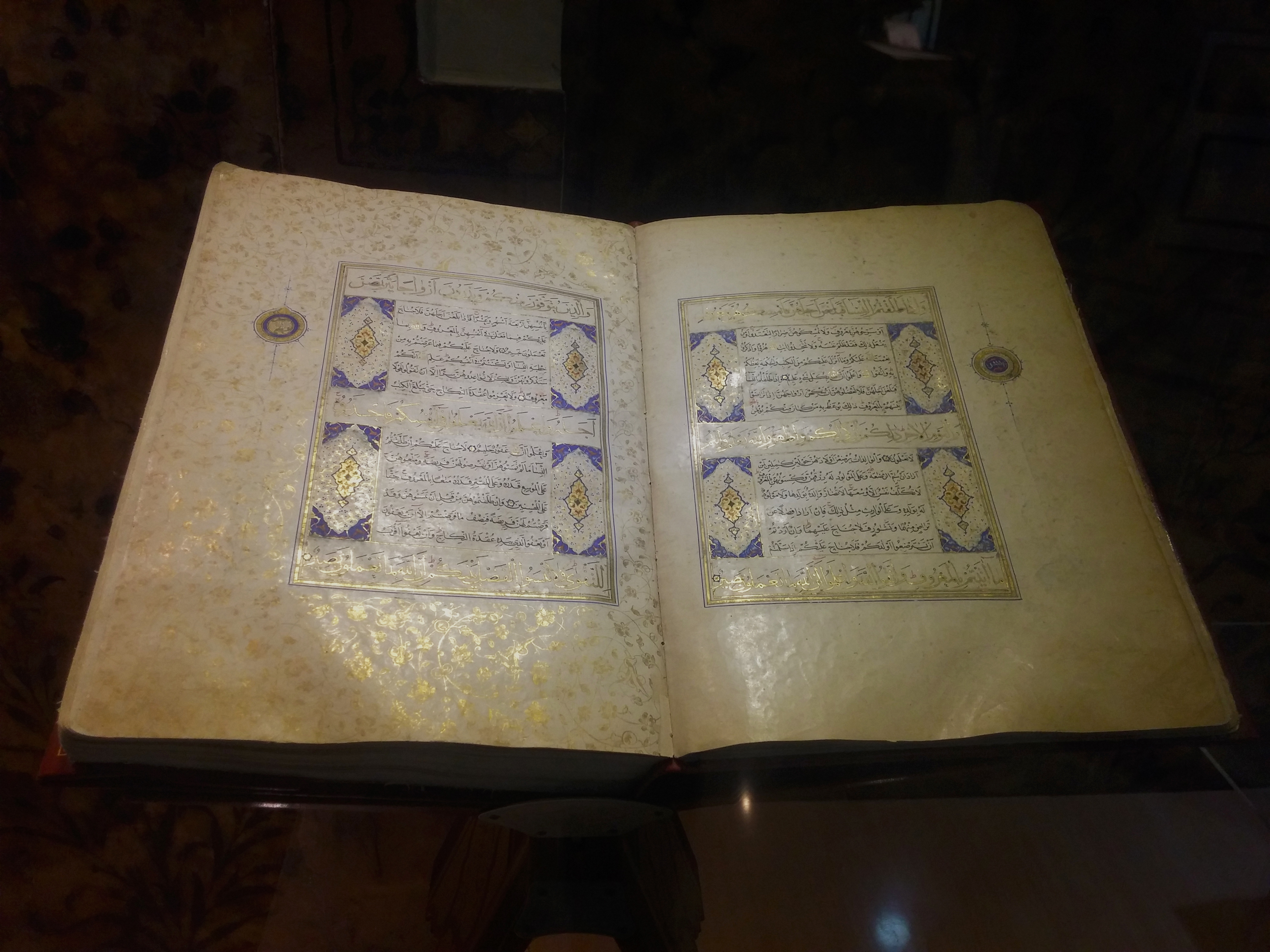